# Logos

Logos

El término logos (en griego λóγος -lógos- ) es de origen griego y tiene varios matices de significado: Logos es la palabra en cuanto meditada, reflexionada o razonada. Puede traducirse de distintas formas: habla, palabra, razonamiento, argumentación, discurso o instrucción. También puede entenderse como: "inteligencia", "pensamiento", "sentido". Ha sido y suele traducirse, en lenguas romances, como Verbo (del latín: Verbum). Su raíz estaría, probablemente, en el indoeuropeo leḡ, que tiene el sentido de "recoger junto", imponiendo a ese recoger un "criterio", y por lo tanto derivaría, tanto en griego como en latín, en el sentido de recoger, discernir, seleccionar, elegir.
Es uno de los tres modos de persuasión en la retórica (junto con el ethos y el pathos), según la filosofía de Aristóteles.

## Definiciones

### Significado filosófico
Heráclito es el primero en teorizar utilizando esta palabra en el siglo V a. C. diciendo: "No a mí, sino habiendo escuchado al logos, es sabio decir junto a él que todo es uno". Tomando al logos como la gran unidad de la realidad, acaso Lo real, Heráclito pide que la escuchemos, es decir, que escuchemos el discurso de la realidad. En lugar de escuchar los discursos de los hombres que se basan en apariencias, escuchar el Logos de la naturaleza.
El ser de Heráclito, entendido como logos, es la Inteligencia  que dirige, ordena y da armonía  al devenir  de los cambios que se producen en la guerra que genera la existencia misma. Se trata de una inteligencia sustancial, presente en todas las cosas. Cuando un ente pierde el sentido de su existencia, se aparta del Logos.

### Significado psicoanalítico
En logoterapia, la tercera escuela vienesa de psicoanálisis -después del psicoanálisis de Sigmund Freud y de la psicología individual de Alfred Adler-, desarrollada por Viktor Frankl, la búsqueda del logos (en este caso: "sentido de la existencia") es el centro del trabajo existencial y terapéutico para encontrar el sentido y el significado que orientan la praxis del ser humano.[cita requerida]

### Significado teológico
En el prólogo del Evangelio de Juan, se menciona al Λóγος, identificándolo como la persona espiritual con Dios en el principio de la Creación. Juan 1:1 dice:

εν αρχη ην ο λογος και ο λογος ην προς τον θεον και θεος ην ο λογος
en el principio era el logos y el logos era con Dios y el logos era Dios.

Traducido al latín en la Vulgata: In Principio erat Verbum et Verbum erat apud Deum et Deus erat Verbum
en el principio era el Verbo [la palabra razonada] y el Verbo era con Dios y el Verbo era Dios.

Muchas interpretaciones han surgido en torno al significado del Logos en este versículo. Algunos lo relacionaron con el Logos de la filosofía griega y la judeohelenística de Filón de Alejandría, quien precisamente utiliza —antes del siglo I— la palabra griega Λóγos para significar la sabiduría y, especialmente, la razón inherente a Dios. Luego del siglo I y a partir del Evangelio según Juan Λóγος (traducido al latín como Verbum) obtiene una significación cristiana. No obstante su innegable ascendencia griega, no puede negarse que, en el caso del prólogo de Juan, influyó también decisivamente la dabar hebrea, y recepciona, así, de una manera muy patente los antecedentes veterotestamentarios, con muchos de los matices ahí implicados. Una recepción en ámbito judío, en un ambiente helenístico como el de Alejandría, encontramos en Filón: este, en su obra De opificio Mundi, coloca los cimientos para la que será la recepción del concepto, especialmente en ámbito alejandrino.
Los gnósticos se inclinaron más por el primer componente. Los cristianos apologistas del siglo II veían en él al Hijo de Dios, pero algunos, como Tertuliano, diferenciaban entre el Logos como atributo interno en Dios y, otros, el Logos que engendró Dios, que se tornaría en una persona. Otros teólogos lo entendían ontológicamente como "la razón de Dios" e inseparable de él. Los que se oponían a esta visión, alegaban que al Logos se le predica sin artículo definido en griego, y esto indicaría para algunas opiniones que este Logos era un "segundo Dios" (δευτερος θεος) (véase Orígenes de Alejandría), pero no el Dios Todopoderoso, El Dios (ο θεος), que lleva artículo definido. 
El Logos es interpretado como aquello que existía desde el principio (αρχη/arkhé) con Dios (con mayúscula, porque es el nombre propio). La palabra admite más de treinta acepciones; no obstante y según san Agustín, antes de la existencia de la creación no existía el tiempo, lo que convierte a la Razón en la energía del Universo.

## Retórica
El logos es el material del argumento, la forma en que un razonamiento avanza hacia el siguiente, como para mostrar que la conclusión a la que se tiende no solo es la correcta, sino también tan necesaria y razonable como para ser la única. El logos como enfoque persuasivo busca influir en los oyentes mediante la razón.
Para Aristóteles, el logos era el ámbito del «entimema», que es el equivalente, en la retórica, del silogismo en la lógica. Tanto los silogismos como los entimemas pueden considerarse unidades del pensamiento, es decir, formas de articular las relaciones entre ideas, con la diferencia de que el entimema es menos claro, pues en vez de mostrar sus premisas de forma evidente, guarda escondidas algunas de ellas y hace uso de la generalización. Un ejemplo de entimema podría ser: “Elvis tenía que morir en algún momento: todos los hombres son mortales”. En otras palabras, el entimema constituiría un silogismo imperfecto o incompleto, pues en él se omite la expresión, pero no el contenido de una o dos premisas.
Otro recurso del logos es la analogía, la cual expresa la semejanza o correspondencia dada entre cosas diversas. Las analogías pueden resultar comunes cuando se trata de persuadir por medio de la razón, más se debe advertir que debe tenerse cuidado en la comparación que sustenta la analogía cuando se incluye en el argumento. 
Para su uso en el logos, Aristóteles estableció una lista de «tópicos». Un tópico es, esencialmente, la forma general de un argumento. Los tópicos pueden referirse a tipos de cosas, a la causalidad, a comparaciones de magnitud, etcétera.
El logos a través de los distintos recursos busca que los argumentos suenen razonables, pues estos a su vez se elaboran con premisas aceptadas; sin embargo, Aristóteles también puntualiza que muchas de las premisas aceptadas son contradictorias entre sí, por lo que debe tenerse en cuenta asimismo al utilizar el logos como modo de persuasión.